# Віньлонг (провінція)
Віньлонг (в'єт. Vĩnh Long) — провінція на півдні В'єтнаму. Площа становить 1479,1 км², населення за даними на 2009 рік — 1 024 707 жителів. Середня щільність населення становить 695,31 осіб/км². Адміністративний центр — місто Віньлонг. Провінція розташована у центральній частині дельти Меконга, між річками Хау і Тьєн, приблизно за 135 км на північний захід від міста Хошимін. Водні шляхи провінції мають важливе транспортне значення. В економіці важливу роль відіграє рибальство.
У 2009 році населення провінції становило 1 024 707 осіб (перепис), з них 504 386 (49,22 %) чоловіки і 520 321 (50,78 %) жінки, 867 907 (84,70 %) сільські жителі і 156 800 (15,30 %) жителі міст.
Національній склад населення (за даними перепису 2009 року): в'єтнамці 997 792 особи (97,37 %), кхмери 21 820 осіб (2,13 %), хоа 4 879 осіб (0,48 %), інші 216 осіб (0,02 %).